# Geomys personatus
La tuza de bolsillo de Texas (Geomys personatus) es una especie de roedor de la familia Geomyidae. Se encuentra en Tamaulipas, en México, y en Texas, en Estados Unidos.

## Descripción
Los machos crecen hasta una longitud de unos 32 cm (12,6 pulgadas), incluida la cola, de unos 11 cm (4,3 pulgadas). Las hembras son un poco más pequeñas, y ambos sexos pesan aproximadamente 400 gramos (14 oz). La superficie dorsal es de un color marrón grisáceo opaco, y la superficie ventral es blanquecina con manchas más oscuras. Tiene muy poco pelo en la cola, especialmente cerca de la punta. Los incisivos superiores tienen un par de surcos.

## Distribución
La tuza de bolsillo de Texas se encuentra desde el sur de Texas hasta los condados de Val Verde y San Patricio, en el norte; y en el estado de Tamaulipas, la parte más nororiental de México. Su área de distribución es irregular y desarticulada, al igual que en otras especies de Geomys. Es común en los montones de arena de las islas Mustang y Padre en el Golfo de México. Las poblaciones alrededor de los condados de Maverick, Zavala y Dimmit fueron reconocidas recientemente como una especie distinta: la tuza de bolsillo de Strecker.

## Comportamiento
Una sola tuza de bolsillo de Texas ocupa un sistema de madrigueras que puede tener ramas laterales cortas y unos 30 m (98 pies) de pasajes. Defiende su madriguera de los intrusos emitiendo un llamado sibilante y rechinando los dientes. Permanece principalmente bajo tierra y con ella tapa las entradas de la superficie. El montículo de restos de tierra excavada puede tener 50 cm (20 pulgadas) de ancho y 12 cm (5 pulgadas) de alto. La tuza de bolsillo de Texas se alimenta de raíces de pastos como paspalum (Paspalum), pasto Bermuda (Cynodon) y sandbur (Cenchrus); también consume todas las partes de una planta compuesta del género del girasol (Helianthus). Evita salir a la superficie, donde corre peligro ante los depredadores, agarrando las raíces de la planta y arrastrándola hacia su madriguera. También practica la coprofagia, comiendo algunas de sus propias bolitas fecales: las toma con los dientes directamente del ano, las manipula con las patas delanteras y las examina cuidadosamente; luego consume algunas y rechaza otras. No está claro en qué se basa su elección.
Se sabe poco sobre el comportamiento reproductivo de esta especie, pero parece reproducirse en cualquier época del año. Se han registrado camadas de una a cinco crías, y se cree que hay hasta dos camadas al año.